# Neophyllura separata
Neophyllura separata är en insektsart som först beskrevs av Leonard D. Tuthill 1943.  Neophyllura separata ingår i släktet Neophyllura och familjen rundbladloppor. Inga underarter finns listade i Catalogue of Life.